# Evol (album de Future)
Pour les articles homonymes, voir Evol.
Albums de Future
Purple Reign
(2016) Project E.T.
(2016)
Singles
1. Low Life (featuring The Weeknd)
Sortie : 1er mars 2016
2. Wicked
Sortie : 13 avril 2016

EVOL est le 4e album studio du rappeur américain Future, réalisé le 5 février 2016 par A1 Recordings, Freebandz et Epic Records. L'album est sorti 7 mois après DS2, son 3e album studio et quelques semaines seulement après sa mixtape Purple Reign.

## Historique
Le 1 février 2016, DJ Khaled annonce qu'il va diffuser en avant-première le 4e album de Future pour la 1re de son émission We The Best Radio sur Apple Music,. Future a ensuite dévoilé le titre de l'album, la couverture et les titres de l'album.
Le 25 décembre 2015, The Weeknd sort un nouveau son avec Future intitulé Low Life sur SoundCloud qui est produit par Metro Boomin et Ben Billions. Plus tard, il a été révélé que ce son sera le 10e son de l'album,.
L'album a atteint la première place du Billboard 200 avec 134 000 exemplaires vendus lors de sa première semaine d'exploitation.

## Liste des titres
| EVOL – Version standard | EVOL – Version standard         | EVOL – Version standard                      | EVOL – Version standard | EVOL – Version standard | EVOL – Version standard | EVOL – Version standard | EVOL – Version standard | EVOL – Version standard | EVOL – Version standard |
| No                      | Titre                           | Producteur(s)                                | Durée                   |                         |                         |                         |                         |                         |                         |
| ----------------------- | ------------------------------- | -------------------------------------------- | ----------------------- | ----------------------- | ----------------------- | ----------------------- | ----------------------- | ----------------------- | ----------------------- |
| 1.                      | Ain't No Time                   | Southside                                    | 3:22                    |                         |                         |                         |                         |                         |                         |
| 2.                      | In Her Mouth                    | Southside                                    | 3:12                    |                         |                         |                         |                         |                         |                         |
| 3.                      | Maybach                         | Metro Boomin, Southside                      | 3:40                    |                         |                         |                         |                         |                         |                         |
| 4.                      | Xanny Family                    | Metro Boomin, Southside                      | 3:05                    |                         |                         |                         |                         |                         |                         |
| 5.                      | Lil Haiti Baby                  | Moe Goonie, TeeLow Da Producer               | 4:37                    |                         |                         |                         |                         |                         |                         |
| 6.                      | Photo Copied                    | Metro Boomin, Southside                      | 2:52                    |                         |                         |                         |                         |                         |                         |
| 7.                      | Seven Rings                     | TM88, MP808                                  | 3:25                    |                         |                         |                         |                         |                         |                         |
| 8.                      | Lie to Me                       | DJ Spinz                                     | 3:32                    |                         |                         |                         |                         |                         |                         |
| 9.                      | Program                         | Southside                                    | 2:56                    |                         |                         |                         |                         |                         |                         |
| 10.                     | Low Life (featuring The Weeknd) | Metro Boomin, Ben Billions, The Weeknd (co.) | 5:13                    |                         |                         |                         |                         |                         |                         |
| 11.                     | Fly Shit Only                   | DJ Spinz                                     | 3:32                    |                         |                         |                         |                         |                         |                         |
| 39:26                   |                                 |                                              |                         |                         |                         |                         |                         |                         |                         |

| Version streaming | Version streaming | Version streaming       | Version streaming | Version streaming | Version streaming | Version streaming | Version streaming | Version streaming | Version streaming |
| No                | Titre             | Producteur(s)           | Durée             |                   |                   |                   |                   |                   |                   |
| ----------------- | ----------------- | ----------------------- | ----------------- | ----------------- | ----------------- | ----------------- | ----------------- | ----------------- | ----------------- |
| 12.               | Wicked            | Metro Boomin, Southside |                   |                   |                   |                   |                   |                   |                   |
| 2:53              |                   |                         |                   |                   |                   |                   |                   |                   |                   |

## Classement hebdomadaire
| Classements (2016)            | Meilleure position |
| ----------------------------- | ------------------ |
| Australie (ARIA)              | 31                 |
| Belgique (Flandre Ultratop)   | 96                 |
| Belgique (Wallonie Ultratop)  | 146                |
| France (SNEP)                 | 95                 |
| Pays-Bas (Mega Album Top 100) | 82                 |